# Coupe du monde de biathlon 2017-2018
Navigation
Édition précédente Édition suivante
La 41e édition de la Coupe du monde de biathlon a lieu du 26 novembre 2017, lors de la première étape disputée à Östersund, au 25 mars 2018, à Tioumen. Le circuit comprend neuf destinations.
Cette édition est ponctuée du 9 au 25 février par les Jeux olympiques d'hiver se déroulant à Pyeongchang en Corée du Sud, dont les épreuves ne rapportent aucun point pour la Coupe du monde pour la seconde fois consécutive. Le premier globe de cristal de la saison, celui de l'Individuel masculin, est conjointement attribué le 10 janvier après seulement deux courses (la troisième se déroulant aux Jeux olympiques) à Martin Fourcade et à  Johannes Thingnes Bø, qui terminent à égalité de points. Le vingt-septième globe pour le Français, le premier pour le Norvégien. Martin Fourcade réalise en fin de saison un nouveau Grand Chelem, le quatrième de sa carrière, en remportant le classement général pour la septième fois consécutive, record absolu hommes et femmes confondus, ainsi que les globes du sprint, de la poursuite et de la mass-start. De plus, il monte 20 fois consécutivement sur le podium des courses auxquelles il participe durant la saison en dehors des Jeux olympiques, de l'Individuel d'Ostersund le 30 novembre, à la poursuite de Tioumen le 24 mars. Toute la saison chez les hommes s'est résumée à un combat entre Martin Fourcade et Johannes Thingnes Bø, qui termine deuxième du classement général, avec, sans compter leurs victoires olympiques, 9 succès pour le premier, et 8 pour le second.
Kaisa Mäkäräinen remporte pour sa part le troisième gros globe de sa carrière, à l'issue de la toute dernière course, la mass-start de Tioumen le 25 mars, en terminant à la sixième place pour finalement devancer Anastasia Kuzmina de trois points (822 à 819). La biathlète la plus victorieuse de l'hiver, Darya Domracheva, qui remporte dans cette dernière course son sixième succès de la saison, termine troisième avec 804 points. Mäkäräinen s'adjuge également le petit globe de la mass-start, Kuzmina ceux du sprint et de la poursuite, et Nadezhda Skardino, celui de l'Individuel. En fin de saison, les championnes du monde et olympiques Marie Dorin-Habert et Darya Domracheva prennent toutes deux leur retraite sportive. 

## Programme
| \| Östersund Hochfilzen Le Grand-Bornand Oberhof Ruhpolding Antholz-Anterselva Kontiolahti Oslo \| Les sites des compétitions en Europe |
| Östersund Hochfilzen Le Grand-Bornand Oberhof Ruhpolding Antholz-Anterselva Kontiolahti Oslo                                            |

| Östersund Hochfilzen Le Grand-Bornand Oberhof Ruhpolding Antholz-Anterselva Kontiolahti Oslo |

| \| Pyeongchang Tioumen \| Les sites des compétitions en Asie |
| Pyeongchang Tioumen                                          |

| Pyeongchang Tioumen |

## Attribution des points

### Classements des disciplines
Pour les classements spécifiques à chaque discipline (individuel, sprint, poursuite, mass-start, relais), l'attribution des points est la suivante :
| Place  | 1  | 2  | 3  | 4  | 5  | 6  | 7  | 8  | 9  | 10 | 11 | 12 | 13 | 14 | 15 | 16 | 17 | 18 | 19 | 20 | 21 | 22 | 23 | 24 | 25 | 26 | 27 | 28 | 29 | 30 | 31 | 32 | 33 | 34 | 35 | 36 | 37 | 38 | 39 | 40 |
| ------ | -- | -- | -- | -- | -- | -- | -- | -- | -- | -- | -- | -- | -- | -- | -- | -- | -- | -- | -- | -- | -- | -- | -- | -- | -- | -- | -- | -- | -- | -- | -- | -- | -- | -- | -- | -- | -- | -- | -- | -- |
| Points | 60 | 54 | 48 | 43 | 40 | 38 | 36 | 34 | 32 | 31 | 30 | 29 | 28 | 27 | 26 | 25 | 24 | 23 | 22 | 21 | 20 | 19 | 18 | 17 | 16 | 15 | 14 | 13 | 12 | 11 | 10 | 9  | 8  | 7  | 6  | 5  | 4  | 3  | 2  | 1  |

| Place  | 1  | 2  | 3  | 4  | 5  | 6  | 7  | 8  | 9  | 10 | 11 | 12 | 13 | 14 | 15 | 16 | 17 | 18 | 19 | 20 | 21 | 22 | 23 | 24 | 25 | 26 | 27 | 28 | 29 | 30 |
| ------ | -- | -- | -- | -- | -- | -- | -- | -- | -- | -- | -- | -- | -- | -- | -- | -- | -- | -- | -- | -- | -- | -- | -- | -- | -- | -- | -- | -- | -- | -- |
| Points | 60 | 54 | 48 | 43 | 40 | 38 | 36 | 34 | 32 | 31 | 30 | 29 | 28 | 27 | 26 | 25 | 24 | 23 | 22 | 21 | 20 | 18 | 16 | 14 | 12 | 10 | 8  | 6  | 4  | 2  |

### Classement général
Le classement général de la coupe du monde est établi en additionnant les points obtenus lors des disciplines individuelles (individuel, sprint, poursuite et mass-start). Tout comme en 2014 les épreuves de Jeux olympiques ne rapportent aucun point. En fin de saison, seuls les 20 meilleurs résultats (en termes de points) obtenus par chaque biathlète sur les 22 épreuves de Coupe du monde (hors JO) sont retenus pour le classement final.

### Coupe des Nations
Le classement général de la coupe des Nations est obtenu en additionnant les points de chaque athlète obtenus lors des épreuves d'individuel, de sprint, ainsi que lors des relais. Pour les épreuves d'individuel et de sprint, ne sont pris en compte que les points des trois athlètes les mieux classés par nation.
- Pour chaque épreuve d'individuel ou de sprint, les points sont attribués selon le tableau suivant :

| Place  | 1   | 2   | 3   | 4   | 5   | 6   | 7   | 8   | 9   | 10  | 11  | 12  | 13  | 14  | 15  | 16  | 17  | 18  | 19  | 20  | 21  | 22  | 23  | 24  | 25  | 26  | 27  | 28  | 29  | 30  | 31  | 32  | 33  | 34  | 35  | 36  | 37  | 38  | 39  | 40  |
| ------ | --- | --- | --- | --- | --- | --- | --- | --- | --- | --- | --- | --- | --- | --- | --- | --- | --- | --- | --- | --- | --- | --- | --- | --- | --- | --- | --- | --- | --- | --- | --- | --- | --- | --- | --- | --- | --- | --- | --- | --- |
| Points | 160 | 154 | 148 | 143 | 140 | 138 | 136 | 134 | 132 | 131 | 130 | 129 | 128 | 127 | 126 | 125 | 124 | 123 | 122 | 121 | 120 | 119 | 118 | 117 | 116 | 115 | 114 | 113 | 112 | 111 | 110 | 109 | 108 | 107 | 106 | 105 | 104 | 103 | 102 | 101 |

Puis de 1 point en 1 point jusqu'à la 80e place, et de 2 en 2 points pour arriver à 1 point pour la 110e place. Toutes les places suivantes obtiennent 1 point.
- Pour chaque relais, les points sont attribués selon le tableau suivant :

| Place  | 1   | 2   | 3   | 4   | 5   | 6   | 7   | 8   | 9   | 10  | 11  | 12  | 13  | 14  | 15  | 16  | 17  | 18  | 19  | 20  | 21  | 22  | 23 | 24 | 25 | 26 | 27 | 28 | 29 | 30 |
| ------ | --- | --- | --- | --- | --- | --- | --- | --- | --- | --- | --- | --- | --- | --- | --- | --- | --- | --- | --- | --- | --- | --- | -- | -- | -- | -- | -- | -- | -- | -- |
| Points | 420 | 390 | 360 | 330 | 310 | 290 | 270 | 250 | 230 | 220 | 210 | 200 | 190 | 180 | 170 | 160 | 150 | 140 | 130 | 120 | 110 | 100 | 90 | 80 | 70 | 60 | 50 | 40 | 30 | 20 |

- Pour les relais simples mixtes et les relais mixtes, les points sont partagés à moitié entre le classement général de la coupe des Nations féminin et le masculin. Chacun reçoit alors des points selon le tableau suivant :

| Place  | 1   | 2   | 3   | 4   | 5   | 6   | 7   | 8   | 9   | 10  | 11  | 12  | 13 | 14 | 15 | 16 | 17 | 18 | 19 | 20 | 21 | 22 | 23 | 24 | 25 | 26 | 27 | 28 | 29 | 30 |
| ------ | --- | --- | --- | --- | --- | --- | --- | --- | --- | --- | --- | --- | -- | -- | -- | -- | -- | -- | -- | -- | -- | -- | -- | -- | -- | -- | -- | -- | -- | -- |
| Points | 210 | 195 | 180 | 165 | 155 | 145 | 135 | 125 | 115 | 110 | 105 | 100 | 95 | 90 | 85 | 80 | 75 | 70 | 65 | 60 | 55 | 50 | 45 | 40 | 35 | 30 | 25 | 20 | 15 | 10 |

## Classements

### Classement général
Le classement général prend en compte seulement les 20 meilleurs résultats de chaque biathlète sur les 22 épreuves, hors Jeux olympiques.
| Rang | Nom                    | Points | Victoire(s) |
| ---- | ---------------------- | ------ | ----------- |
| 1    | Martin Fourcade        | 1116   | 9           |
| 2    | Johannes Thingnes Bø   | 1027   | 8           |
| 3    | Anton Shipulin         | 697    | 1           |
| 4    | Arnd Peiffer           | 668    |             |
| 5    | Lukas Hofer            | 637    |             |
| 6    | Jakov Fak              | 602    |             |
| 7    | Tarjei Bø              | 591    | 1           |
| 8    | Simon Desthieux        | 579    |             |
| 9    | Benedikt Doll          | 532    |             |
| 10   | Quentin Fillon Maillet | 518    |             |

| Rang | Nom                  | Points | Victoire(s) |
| ---- | -------------------- | ------ | ----------- |
| 1    | Kaisa Mäkäräinen     | 822    | 2           |
| 2    | Anastasia Kuzmina    | 819    | 5           |
| 3    | Darya Domracheva     | 804    | 6           |
| 4    | Laura Dahlmeier      | 730    | 2           |
| 5    | Dorothea Wierer      | 681    | 1           |
| 6    | Lisa Vittozzi        | 588    |             |
| 7    | Anaïs Bescond        | 582    |             |
| 8    | Veronika Vítková     | 545    |             |
| 9    | Franziska Hildebrand | 539    |             |
| 10   | Vanessa Hinz         | 522    | 1           |

### Coupe des Nations
| Rang | Nation    | Points |
| ---- | --------- | ------ |
| 1    | Norvège   | 6458   |
| 2    | France    | 6129   |
| 3    | Allemagne | 5910   |
| 4    | Russie    | 5623   |
| 5    | Italie    | 5228   |
| 6    | Autriche  | 5100   |
| 7    | Suède     | 4916   |
| 8    | Slovénie  | 4327   |
| 9    | Suisse    | 4302   |
| 10   | Tchéquie  | 4073   |

| Rang | Nation      | Points |
| ---- | ----------- | ------ |
| 1    | Allemagne   | 6179   |
| 2    | France      | 5887   |
| 3    | Italie      | 5407   |
| 4    | Russie      | 5237   |
| 5    | Norvège     | 5232   |
| 6    | Ukraine     | 5097   |
| 7    | Suède       | 5024   |
| 8    | Biélorussie | 4912   |
| 9    | Suisse      | 4532   |
| 10   | Tchéquie    | 4482   |

### Classement par discipline

#### Individuel
| Rang | Nom                    | Points | Victoire(s) |
| ---- | ---------------------- | ------ | ----------- |
| 1    | Martin Fourcade        | 108    | 1           |
| 1    | Johannes Thingnes Bø   | 108    | 1           |
| 3    | Quentin Fillon Maillet | 75     |             |
| 4    | Lukas Hofer            | 70     |             |
| 5    | Ondřej Moravec         | 65     |             |

| Rang | Nom               | Points | Victoire(s) |
| ---- | ----------------- | ------ | ----------- |
| 1    | Nadzeya Skardzina | 96     | 1           |
| 2    | Juliya Dzhyma     | 91     |             |
| 3    | Kaisa Mäkäräinen  | 84     |             |
| 4    | Valj Semerenko    | 83     |             |
| 5    | Darya Domracheva  | 65     |             |

#### Sprint
| Rang | Nom                  | Points | Victoire(s) |
| ---- | -------------------- | ------ | ----------- |
| 1    | Martin Fourcade      | 384    | 2           |
| 2    | Johannes Thingnes Bø | 382    | 3           |
| 3    | Arnd Peiffer         | 259    |             |
| 4    | Anton Shipulin       | 256    | 1           |
| 5    | Andrejs Rastorgujevs | 224    |             |

| Rang | Nom               | Points | Victoire(s) |
| ---- | ----------------- | ------ | ----------- |
| 1    | Anastasia Kuzmina | 323    | 3           |
| 2    | Darya Domracheva  | 313    | 3           |
| 3    | Kaisa Mäkäräinen  | 258    |             |
| 4    | Laura Dahlmeier   | 252    |             |
| 5    | Veronika Vítková  | 245    |             |

#### Poursuite
| Rang | Nom                  | Points | Victoire(s) |
| ---- | -------------------- | ------ | ----------- |
| 1    | Martin Fourcade      | 396    | 4           |
| 2    | Johannes Thingnes Bø | 364    | 3           |
| 3    | Anton Shipulin       | 254    |             |
| 4    | Lukas Hofer          | 247    |             |
| 5    | Arnd Peiffer         | 227    |             |

| Rang | Nom               | Points | Victoire(s) |
| ---- | ----------------- | ------ | ----------- |
| 1    | Anastasia Kuzmina | 301    | 2           |
| 2    | Kaisa Mäkäräinen  | 280    | 1           |
| 3    | Laura Dahlmeier   | 271    | 2           |
| 4    | Dorothea Wierer   | 264    |             |
| 5    | Darya Domracheva  | 237    | 1           |

#### Départ Groupé
| Rang | Nom                  | Points | Victoire(s) |
| ---- | -------------------- | ------ | ----------- |
| 1    | Martin Fourcade      | 250    | 2           |
| 2    | Johannes Thingnes Bø | 222    | 1           |
| 3    | Benedikt Doll        | 184    |             |
| 4    | Tarjei Bø            | 183    |             |
| 5    | Anton Shipulin       | 174    |             |

| Rang | Nom              | Points | Victoire(s) |
| ---- | ---------------- | ------ | ----------- |
| 1    | Kaisa Mäkäräinen | 216    | 1           |
| 2    | Laura Dahlmeier  | 207    |             |
| 3    | Vanessa Hinz     | 195    | 1           |
| 4    | Darya Domracheva | 189    | 2           |
| 5    | Anaïs Chevalier  | 176    |             |

#### Relais
| Rang | Nation    | Points | Victoire(s) |
| ---- | --------- | ------ | ----------- |
| 1    | Norvège   | 228    | 3           |
| 2    | Suède     | 184    | 1           |
| 3    | France    | 180    |             |
| 4    | Allemagne | 175    |             |
| 5    | Russie    | 173    |             |

| Rang | Nation    | Points | Victoire(s) |
| ---- | --------- | ------ | ----------- |
| 1    | Italie    | 188    | 1           |
| 2    | Norvège   | 188    | 1           |
| 3    | France    | 179    | 1           |
| 4    | Autriche  | 171    | 1           |
| 5    | Allemagne | 168    |             |

| Rang | Nation    | Points | Victoire(s) |
| ---- | --------- | ------ | ----------- |
| 1    | Allemagne | 228    | 2           |
| 2    | France    | 200    | 2           |
| 3    | Italie    | 169    |             |
| 4    | Suède     | 168    |             |
| 5    | Ukraine   | 158    |             |

### Globes de cristal et titres olympiques
| Disciplines       | Globes de cristal              | Champions olympiques |
| ----------------- | ------------------------------ | -------------------- |
| Général           | Martin Fourcade                |                      |
| Coupe des Nations | Norvège                        |                      |
| Individuel        | Johannes T. Bø Martin Fourcade | Johannes T. Bø       |
| Sprint            | Martin Fourcade                | Arnd Peiffer         |
| Poursuite         | Martin Fourcade                | Martin Fourcade      |
| Mass Start        | Martin Fourcade                | Martin Fourcade      |
| Relais            | Norvège                        | Suède                |

| Disciplines       | Globes de cristal | Championnes olympiques |
| ----------------- | ----------------- | ---------------------- |
| Général           | Kaisa Mäkäräinen  |                        |
| Coupe des Nations | Allemagne         |                        |
| Individuel        | Nadzeya Skardzina | Hanna Öberg            |
| Sprint            | Anastasia Kuzmina | Laura Dahlmeier        |
| Poursuite         | Anastasia Kuzmina | Laura Dahlmeier        |
| Mass Start        | Kaisa Mäkäräinen  | Anastasia Kuzmina      |
| Relais            | Allemagne         | Biélorussie            |

| Disciplines | Globe de cristal | Champion olympique |
| ----------- | ---------------- | ------------------ |
| Relais      | Italie           | France             |

## Calendrier et podiums[23]

### Hommes

#### Épreuves individuelles[1]
| Étape                                                  | Lieu                      | Épreuve             | Date             | Vainqueur          | Deuxième               | Troisième              | Leader du classement général |
| ------------------------------------------------------ | ------------------------- | ------------------- | ---------------- | ------------------ | ---------------------- | ---------------------- | ---------------------------- |
| 1                                                      | Östersund                 | Individuel 20 km    | 30 novembre 2017 | Johannes T. Bø     | Quentin Fillon Maillet | Martin Fourcade        | Johannes T. Bø               |
| 1                                                      | Östersund                 | Sprint 10 km        | 2 décembre 2017  | Tarjei Bø          | Martin Fourcade        | Erik Lesser            | Martin Fourcade              |
| 1                                                      | Östersund                 | Poursuite 12,5 km   | 3 décembre 2017  | Martin Fourcade    | Jakov Fak              | Quentin Fillon Maillet | Martin Fourcade              |
| 2                                                      | Hochfilzen                | Sprint 10 km        | 8 décembre 2017  | Johannes T. Bø     | Martin Fourcade        | Jakov Fak              | Martin Fourcade              |
| 2                                                      | Hochfilzen                | Poursuite 12,5 km   | 9 décembre 2017  | Johannes T. Bø     | Jakov Fak              | Martin Fourcade        | Martin Fourcade              |
| 3                                                      | Annecy - Le Grand-Bornand | Sprint 10 km        | 15 décembre 2017 | Johannes T. Bø     | Martin Fourcade        | Antonin Guigonnat      | Martin Fourcade              |
| 3                                                      | Annecy - Le Grand-Bornand | Poursuite 12,5 km   | 16 décembre 2017 | Johannes T. Bø     | Martin Fourcade        | Anton Shipulin         | Martin Fourcade              |
| 3                                                      | Annecy - Le Grand-Bornand | Départ Groupé 15 km | 17 décembre 2017 | Martin Fourcade    | Johannes T. Bø         | Erik Lesser            | Martin Fourcade              |
| 4                                                      | Oberhof                   | Sprint 10 km        | 5 janvier 2018   | Martin Fourcade    | Emil Hegle Svendsen    | Johannes T. Bø         | Martin Fourcade              |
| 4                                                      | Oberhof                   | Poursuite 12,5 km   | 6 janvier 2018   | Martin Fourcade    | Johannes T. Bø         | Tarjei Bø              | Martin Fourcade              |
| 5                                                      | Ruhpolding                | Individuel 20 km    | 10 janvier 2018  | Martin Fourcade    | Ondřej Moravec         | Johannes T. Bø         | Martin Fourcade              |
| 5                                                      | Ruhpolding                | Départ Groupé 15 km | 14 janvier 2018  | Johannes T. Bø     | Martin Fourcade        | Antonin Guigonnat      | Martin Fourcade              |
| 6                                                      | Antholz - Anterselva      | Sprint 10 km        | 19 janvier 2018  | Johannes T. Bø     | Martin Fourcade        | Arnd Peiffer           | Martin Fourcade              |
| 6                                                      | Antholz - Anterselva      | Poursuite 12,5 km   | 20 janvier 2018  | Johannes T. Bø     | Martin Fourcade        | Anton Shipulin         | Martin Fourcade              |
| 6                                                      | Antholz - Anterselva      | Départ Groupé 15 km | 21 janvier 2018  | Martin Fourcade    | Tarjei Bø              | Erlend Bjøntegaard     | Martin Fourcade              |
| Jeux olympiques d'hiver de 2018 (9 au 25 février 2018) |                           |                     |                  |                    |                        |                        | Martin Fourcade              |
| JO                                                     | PyeongChang               | Sprint 10 km        | 11 février 2018  | Arnd Peiffer       | Michal Krčmář          | Dominik Windisch       |                              |
| JO                                                     | PyeongChang               | Poursuite 12,5 km   | 12 février 2018  | Martin Fourcade    | Sebastian Samuelsson   | Benedikt Doll          |                              |
| JO                                                     | PyeongChang               | Individuel 20 km    | 15 février 2018  | Johannes T. Bø     | Jakov Fak              | Dominik Landertinger   |                              |
| JO                                                     | PyeongChang               | Départ Groupé 15 km | 18 février 2018  | Martin Fourcade    | Simon Schempp          | Emil Hegle Svendsen    |                              |
| Fin des Jeux olympiques d'hiver                        |                           |                     |                  |                    |                        |                        |                              |
| 7                                                      | Kontiolahti               | Sprint 10 km        | 8 mars 2018      | Anton Shipulin     | Andrejs Rastorgujevs   | Quentin Fillon Maillet | Martin Fourcade              |
| 7                                                      | Kontiolahti               | Départ Groupé 15 km | 11 mars 2018     | Julian Eberhard    | Martin Fourcade        | Anton Shipulin         | Martin Fourcade              |
| 8                                                      | Oslo - Holmenkollen       | Sprint 10 km        | 15 mars 2018     | Henrik L'Abée-Lund | Johannes T. Bø         | Martin Fourcade        | Martin Fourcade              |
| 8                                                      | Oslo - Holmenkollen       | Poursuite 12,5 km   | 17 mars 2018     | Martin Fourcade    | Lukas Hofer            | Johannes T. Bø         | Martin Fourcade              |
| 9                                                      | Tioumen                   | Sprint 10 km        | 22 mars 2018     | Martin Fourcade    | Simon Desthieux        | Fredrik Lindström      | Martin Fourcade              |
| 9                                                      | Tioumen                   | Poursuite 12,5 km   | 24 mars 2018     | Martin Fourcade    | Johannes T. Bø         | Lukas Hofer            | Martin Fourcade              |
| 9                                                      | Tioumen                   | Départ Groupé 15 km | 25 mars 2018     | Maksim Tsvetkov    | Erlend Bjøntegaard     | Johannes T. Bø         | Martin Fourcade              |

#### Relais[1]
| Étape                                                  | Lieu                | Épreuve           | Date             | Vainqueur                                                                                       | Deuxième                                                                                | Troisième                                                                                     | Leader du classement du relais masculin |
| ------------------------------------------------------ | ------------------- | ----------------- | ---------------- | ----------------------------------------------------------------------------------------------- | --------------------------------------------------------------------------------------- | --------------------------------------------------------------------------------------------- | --------------------------------------- |
| 2                                                      | Hochfilzen          | Relais 4 × 7,5 km | 10 décembre 2017 | Norvège - Ole Einar Bjørndalen - Henrik L'Abée-Lund - Erlend Bjøntegaard - Lars Helge Birkeland | Allemagne - Erik Lesser - Benedikt Doll - Arnd Peiffer - Simon Schempp                  | France- Jean-Guillaume Béatrix - Simon Desthieux - Émilien Jacquelin - Quentin Fillon Maillet | Norvège                                 |
| 4                                                      | Oberhof             | Relais 4 × 7,5 km | 7 janvier 2018   | Suède - Martin Ponsiluoma - Jesper Nelin - Sebastian Samuelsson - Fredrik Lindström             | Italie - Thomas Bormolini - Lukas Hofer - Dominik Windisch - Thierry Chenal             | Norvège - Vetle Sjåstad Christiansen - Henrik L'Abée-Lund - Lars Helge Birkeland - Tarjei Bø  | Norvège                                 |
| 5                                                      | Ruhpolding          | Relais 4 × 7,5 km | 12 janvier 2018  | Norvège - Lars Helge Birkeland - Tarjei Bø - Emil Hegle Svendsen - Johannes Thingnes Bø         | France - Simon Desthieux - Quentin Fillon Maillet - Martin Fourcade - Antonin Guigonnat | Russie - Aleksey Volkov - Maksim Tsvetkov - Anton Babikov - Anton Shipulin                    | Norvège                                 |
| Jeux olympiques d'hiver de 2018 (9 au 25 février 2018) |                     |                   |                  |                                                                                                 |                                                                                         |                                                                                               |                                         |
| JO                                                     | PyeongChang         | Relais 4 × 7,5 km | 23 février 2018  | Suède - Peppe Femling - Jesper Nelin - Sebastian Samuelsson - Fredrik Lindström                 | Norvège - Lars Helge Birkeland - Tarjei Bø - Johannes Thingnes Bø - Emil Hegle Svendsen | Allemagne - Erik Lesser - Benedikt Doll - Arnd Peiffer - Simon Schempp                        |                                         |
| Fin des Jeux olympiques d'hiver                        |                     |                   |                  |                                                                                                 |                                                                                         |                                                                                               |                                         |
| 8                                                      | Oslo - Holmenkollen | Relais 4 × 7,5 km | 18 mars 2018     | Norvège - Lars Helge Birkeland - Henrik L'Abée-Lund - Tarjei Bø - Johannes Thingnes Bø          | Autriche - Dominik Landertinger - Felix Leitner - Simon Eder - Julian Eberhard          | Russie - Maxim Tsvetkov - Anton Babikov - Dmitry Malyshko - Anton Shipulin                    | Norvège                                 |

### Femmes

#### Épreuves individuelles[1]
| Étape                                                  | Lieu                      | Épreuve               | Date              | Vainqueur         | Deuxième             | Troisième        | Leader du classement général |
| ------------------------------------------------------ | ------------------------- | --------------------- | ----------------- | ----------------- | -------------------- | ---------------- | ---------------------------- |
| 1                                                      | Östersund                 | Individuel 15 km      | 29 novembre 2017  | Nadzeya Skardzina | Synnøve Solemdal     | Juliya Dzhyma    | Nadzeya Skardzina            |
| 1                                                      | Östersund                 | Sprint 7,5 km         | 1er décembre 2017 | Denise Herrmann   | Justine Braisaz      | Juliya Dzhyma    | Synnøve Solemdal             |
| 1                                                      | Östersund                 | Poursuite 10 km       | 3 décembre 2017   | Denise Herrmann   | Justine Braisaz      | Marte Olsbu      | Justine Braisaz              |
| 2                                                      | Hochfilzen                | Sprint 7,5 km         | 8 décembre 2017   | Darya Domracheva  | Anastasia Kuzmina    | Dorothea Wierer  | Justine Braisaz              |
| 2                                                      | Hochfilzen                | Poursuite 10 km       | 9 décembre 2017   | Anastasia Kuzmina | Kaisa Mäkäräinen     | Darya Domracheva | Kaisa Mäkäräinen             |
| 3                                                      | Annecy - Le Grand-Bornand | Sprint 7,5 km         | 14 décembre 2017  | Anastasia Kuzmina | Laura Dahlmeier      | Vita Semerenko   | Kaisa Mäkäräinen             |
| 3                                                      | Annecy - Le Grand-Bornand | Poursuite 10 km       | 16 décembre 2017  | Laura Dahlmeier   | Anastasia Kuzmina    | Lisa Vittozzi    | Anastasia Kuzmina            |
| 3                                                      | Annecy - Le Grand-Bornand | Départ Groupé 12,5 km | 17 décembre 2017  | Justine Braisaz   | Iryna Kryuko         | Laura Dahlmeier  | Anastasia Kuzmina            |
| 4                                                      | Oberhof                   | Sprint 7,5 km         | 4 janvier 2018    | Anastasia Kuzmina | Kaisa Mäkäräinen     | Veronika Vítková | Anastasia Kuzmina            |
| 4                                                      | Oberhof                   | Poursuite 10 km       | 6 janvier 2018    | Anastasia Kuzmina | Dorothea Wierer      | Vita Semerenko   | Anastasia Kuzmina            |
| 5                                                      | Ruhpolding                | Individuel 15 km      | 11 janvier 2018   | Dorothea Wierer   | Kaisa Mäkäräinen     | Rosanna Crawford | Anastasia Kuzmina            |
| 5                                                      | Ruhpolding                | Départ Groupé 12,5 km | 14 janvier 2018   | Kaisa Mäkäräinen  | Laura Dahlmeier      | Veronika Vítková | Kaisa Mäkäräinen             |
| 6                                                      | Antholz - Anterselva      | Sprint 7,5 km         | 18 janvier 2018   | Tiril Eckhoff     | Laura Dahlmeier      | Veronika Vítková | Kaisa Mäkäräinen             |
| 6                                                      | Antholz - Anterselva      | Poursuite 10 km       | 20 janvier 2018   | Laura Dahlmeier   | Dorothea Wierer      | Darya Domracheva | Kaisa Mäkäräinen             |
| 6                                                      | Antholz - Anterselva      | Départ Groupé 12,5 km | 21 janvier 2018   | Darya Domracheva  | Anastasia Kuzmina    | Kaisa Mäkäräinen | Kaisa Mäkäräinen             |
| Jeux olympiques d'hiver de 2018 (9 au 25 février 2018) |                           |                       |                   |                   |                      |                  |                              |
| JO                                                     | PyeongChang               | Sprint 7,5 km         | 10 février 2018   | Laura Dahlmeier   | Marte Olsbu          | Veronika Vítková |                              |
| JO                                                     | PyeongChang               | Poursuite 10 km       | 12 février 2018   | Laura Dahlmeier   | Anastasia Kuzmina    | Anaïs Bescond    |                              |
| JO                                                     | PyeongChang               | Individuel 15 km      | 15 février 2018   | Hanna Öberg       | Anastasia Kuzmina    | Laura Dahlmeier  |                              |
| JO                                                     | PyeongChang               | Départ Groupé 12,5 km | 17 février 2018   | Anastasia Kuzmina | Darya Domracheva     | Tiril Eckhoff    |                              |
| Fin des Jeux olympiques d'hiver                        |                           |                       |                   |                   |                      |                  |                              |
| 7                                                      | Kontiolahti               | Sprint 7,5 km         | 9 mars 2018       | Darya Domracheva  | Franziska Hildebrand | Lisa Vittozzi    | Kaisa Mäkäräinen             |
| 7                                                      | Kontiolahti               | Départ Groupé 12,5 km | 11 mars 2018      | Vanessa Hinz      | Lisa Vittozzi        | Anaïs Chevalier  | Kaisa Mäkäräinen             |
| 8                                                      | Oslo - Holmenkollen       | Sprint 7,5 km         | 15 mars 2018      | Anastasia Kuzmina | Darya Domracheva     | Juliya Dzhyma    | Anastasia Kuzmina            |
| 8                                                      | Oslo - Holmenkollen       | Poursuite 10 km       | 18 mars 2018      | Darya Domracheva  | Anastasia Kuzmina    | Susan Dunklee    | Anastasia Kuzmina            |
| 9                                                      | Tioumen                   | Sprint 7,5 km         | 23 mars 2018      | Darya Domracheva  | Kaisa Mäkäräinen     | Tiril Eckhoff    | Anastasia Kuzmina            |
| 9                                                      | Tioumen                   | Poursuite 10 km       | 24 mars 2018      | Kaisa Mäkäräinen  | Anaïs Bescond        | Laura Dahlmeier  | Kaisa Mäkäräinen             |
| 9                                                      | Tioumen                   | Départ Groupé 12,5 km | 25 mars 2018      | Darya Domracheva  | Paulína Fialková     | Anaïs Chevalier  | Kaisa Mäkäräinen             |

#### Relais[1]
| Étape                                                  | Lieu                | Épreuve         | Date             | Vainqueur                                                                               | Deuxième                                                                              | Troisième                                                                       | Leader du classement du relais feminin |
| ------------------------------------------------------ | ------------------- | --------------- | ---------------- | --------------------------------------------------------------------------------------- | ------------------------------------------------------------------------------------- | ------------------------------------------------------------------------------- | -------------------------------------- |
| 2                                                      | Hochfilzen          | Relais 4 × 6 km | 10 décembre 2017 | Allemagne - Vanessa Hinz - Franziska Hildebrand - Maren Hammerschmidt - Laura Dahlmeier | Ukraine - Vita Semerenko - Juliya Dzhyma - Valj Semerenko - Olena Pidhrushna          | France - Marie Dorin-Habert - Célia Aymonier - Justine Braisaz - Anaïs Bescond  | Allemagne                              |
| 4                                                      | Oberhof             | Relais 4 × 6 km | 7 janvier 2018   | France - Anaïs Bescond - Anaïs Chevalier - Célia Aymonier - Justine Braisaz             | Allemagne - Vanessa Hinz - Denise Herrmann - Franziska Preuß - Maren Hammerschmidt    | Suède - Linn Persson - Anna Magnusson - Elisabeth Högberg - Mona Brorsson       | Allemagne                              |
| 5                                                      | Ruhpolding          | Relais 4 × 6 km | 13 janvier 2018  | Allemagne - Franziska Preuß - Denise Herrmann - Franziska Hildebrand - Laura Dahlmeier  | Italie - Lisa Vittozzi - Dorothea Wierer - Nicole Gontier - Federica Sanfilippo       | Suède - Linn Persson - Mona Brorsson - Anna Magnusson - Hanna Öberg             | Allemagne                              |
| Jeux olympiques d'hiver de 2018 (9 au 25 février 2018) |                     |                 |                  |                                                                                         |                                                                                       |                                                                                 |                                        |
| JO                                                     | PyeongChang         | Relais 4 × 6 km | 22 février 2018  | Biélorussie - Nadzeya Skardzina - Iryna Kryuko - Dzinara Alimbekava - Darya Domracheva  | Suède - Linn Persson - Mona Brorsson - Anna Magnusson - Hanna Öberg                   | France - Anaïs Chevalier - Marie Dorin-Habert - Justine Braisaz - Anaïs Bescond |                                        |
| Fin des Jeux olympiques d'hiver                        |                     |                 |                  |                                                                                         |                                                                                       |                                                                                 |                                        |
| 8                                                      | Oslo - Holmenkollen | Relais 4 × 6 km | 17 mars 2018     | France - Anaïs Chevalier - Célia Aymonier - Marie Dorin-Habert - Anaïs Bescond          | Allemagne - Maren Hammerschmidt - Denise Herrmann - Franziska Preuß - Laura Dahlmeier | Italie - Lisa Vittozzi - Dorothea Wierer - Nicole Gontier - Federica Sanfilippo | Allemagne                              |

### Mixte[1]
| Étape                                                  | Lieu        | Épreuve                      | Date             | Vainqueur                                                                                         | Deuxième                                                                           | Troisième                                                                        | Leader du classement du relais mixte |
| ------------------------------------------------------ | ----------- | ---------------------------- | ---------------- | ------------------------------------------------------------------------------------------------- | ---------------------------------------------------------------------------------- | -------------------------------------------------------------------------------- | ------------------------------------ |
| 1                                                      | Östersund   | Relais simple 6 km + 7,5 km  | 26 novembre 2017 | Autriche - Lisa Theresa Hauser - Simon Eder                                                       | Allemagne - Vanessa Hinz - Erik Lesser                                             | Kazakhstan - Galina Vishnevskaya - Maxim Braun                                   | Autriche                             |
| 1                                                      | Östersund   | Relais 2 × 6 km + 2 × 7,5 km | 26 novembre 2017 | Norvège - Ingrid Landmark Tandrevold - Tiril Eckhoff - Johannes Thingnes Bø - Emil Hegle Svendsen | Italie - Lisa Vittozzi - Dorothea Wierer - Dominik Windisch - Lukas Hofer          | Allemagne - Franziska Preuß - Maren Hammerschmidt - Benedikt Doll - Arnd Peiffer | Allemagne                            |
| Jeux olympiques d'hiver de 2018 (9 au 25 février 2018) |             |                              |                  |                                                                                                   |                                                                                    |                                                                                  |                                      |
| JO                                                     | PyeongChang | Relais 2 × 6 km + 2 × 7,5 km | 20 février 2018  | France - Marie Dorin-Habert - Anaïs Bescond - Simon Desthieux - Martin Fourcade                   | Norvège- Marte Olsbu - Tiril Eckhoff - Johannes Thingnes Bø - Emil Hegle Svendsen  | Italie- Lisa Vittozzi - Dorothea Wierer - Lukas Hofer - Dominik Windisch         |                                      |
| Fin des Jeux olympiques d'hiver                        |             |                              |                  |                                                                                                   |                                                                                    |                                                                                  |                                      |
| 7                                                      | Kontiolahti | Relais simple 6 km + 7,5 km  | 10 mars 2018     | France - Anaïs Chevalier - Antonin Guigonnat                                                      | Autriche - Lisa Theresa Hauser - Julian Eberhard                                   | Norvège - Marte Olsbu - Johannes Thingnes Bø                                     | Norvège                              |
| 7                                                      | Kontiolahti | Relais 2 × 6 km + 2 × 7,5 km | 10 mars 2018     | Italie - Dorothea Wierer - Lisa Vittozzi - Dominik Windisch - Lukas Hofer                         | Ukraine - Anastasiya Merkushyna - Vita Semerenko - Artem Pryma - Dmytro Pidruchnyy | Norvège - Synnøve Solemdal - Tiril Eckhoff - Henrik L'Abée-Lund - Tarjei Bø      | Italie                               |